# Ambroise Oyongo
Ambroise Oyongo Bitolo (Ndikiniméki, 22 juni 1991) is een Kameroens voetballer die doorgaans uitkomt als linksback. In juli 2024 tekende hij voor Paris 13 Atletico. Oyongo maakte in 2012 zijn debuut in het Kameroens voetbalelftal.

## Clubcarrière
Oyongo speelde twee jaar lang in de jeugdopleiding van Moussango FC, maar stapte in 2010 over naar Coton Sport. Daar won de vleugelverdediger in zijn eerste seizoen het landskampioenschap. In 2013 werd hij voor de tweede maal kampioen. In dat seizoen was Oyongo op proef bij het Franse Lille OSC en de geruchten gingen dat hij in januari 2014 de overstap naar Noord-Frankrijk zou maken.
Oyongo ging echter op stage bij het Amerikaanse New York Red Bulls en op 6 maart 2014 tekende hij een contract in New York. Hij eindigde het seizoen bij New York met drie assists in dertien gespeelde competitiewedstrijden. Op 27 januari 2015 werd hij samen met Eric Alexander naar Montreal Impact gestuurd in ruil voor Felipe. Oyongo weigerde zich echter te melden bij zijn nieuwe club omdat volgens hem en zijn management de ruil contractueel gezien niet mogelijk was. Montreal Impact was echter van mening dat de ruil wel geldig was en besloot zijn salaris niet te betalen totdat hij zich meldde bij de club. Uiteindelijk kwam de transfer toch volledig rond.
Na drie jaar stapte de vleugelverdediger transfervrij over naar Montpellier. Begin 2021 werd de Kameroener op huurbasis overgenomen door FK Krasnodar. Zes dagen na zijn komst debuteerde Oyongo voor zijn nieuwe club tegen Oeral Jekaterinenburg. Hij viel na drieëndertig minuten in voor de geblesseerde Jevgeni Tsjernov, maar in de rust moest hij zelf ook met een blessure afhaken. Deze blessure zou zo lang duren dat de vleugelverdediger direct terugkeerde naar Montpellier. Hier vertrok hij medio 2022, waarna hij twee seizoenen zonder club zat. Paris 13 Atletico contracteerde hem in juli 2024.

## Clubstatistieken
| Seizoen | Club               | Competitie          | Competitie | Competitie | Beker | Beker | Internationaal | Internationaal | Totaal | Totaal |
| Seizoen | Club               | Competitie          | Wed.       | Dlp.       | Wed.  | Dlp.  | Wed.           | Dlp.           | Wed.   | Dlp.   |
| ------- | ------------------ | ------------------- | ---------- | ---------- | ----- | ----- | -------------- | -------------- | ------ | ------ |
| 2014    | New York Red Bulls | Major League Soccer | 18         | 0          | 1     | 0     | 3              | 0              | 22     | 0      |
| 2015    | Montreal Impact    | Major League Soccer | 25         | 1          | 2     | 0     | —              | —              | 27     | 1      |
| 2016    | Montreal Impact    | Major League Soccer | 32         | 1          | 1     | 0     | —              | —              | 33     | 1      |
| 2017    | Montreal Impact    | Major League Soccer | 11         | 1          | 1     | 0     | —              | —              | 12     | 1      |
| 2017/18 | Montpellier        | Ligue 1             | 3          | 0          | 0     | 0     | —              | —              | 3      | 0      |
| 2018/19 | Montpellier        | Ligue 1             | 26         | 2          | 1     | 0     | —              | —              | 27     | 2      |
| 2019/20 | Montpellier        | Ligue 1             | 21         | 0          | 3     | 0     | —              | —              | 24     | 0      |
| 2020/21 | Montpellier        | Ligue 1             | 13         | 1          | 0     | 0     | —              | —              | 13     | 1      |
| 2020/21 | → FK Krasnodar     | Premjer-Liga        | 1          | 0          | 0     | 0     | —              | —              | 1      | 0      |
| 2021/22 | Montpellier        | Ligue 1             | 11         | 1          | 1     | 0     | —              | —              | 12     | 1      |
| 2022/23 | —                  | —                   | —          | —          | —     | —     | —              | —              | —      | —      |
| 2023/24 | —                  | —                   | —          | —          | —     | —     | —              | —              | —      | —      |
| 2024/25 | Paris 13 Atletico  | National            | 23         | 1          | 1     | 0     | —              | —              | 24     | 1      |
| Totaal  | Totaal             | Totaal              | 173        | 7          | 10    | 0     | 3              | 0              | 186    | 7      |

Bijgewerkt op 30 juni 2025.

## Interlandcarrière
Oyongo nam met Kameroen –20 deel aan het WK –20 in 2011, waarop hij vier wedstrijden speelde. Hij maakte op 16 november 2012 zijn debuut in het Kameroens voetbalelftal, toen met 0–0 tegen Indonesië werd gelijkgespeeld. Oyongo werd opgeroepen voor het  Afrikaans kampioenschap voetbal 2015. Tijdens het eerste duel van Kameroen, met Mali (1–1), maakte de verdediger zeven minuten voor tijd de gelijkmaker. Met Kameroen wist Oyongo in 2017 het Afrikaans kampioenschap te winnen. Oyongo nam met Kameroen als Afrikaans kampioen deel aan de FIFA Confederations Cup 2017, waar in de groepsfase werd verloren van regerend wereldkampioen Duitsland, regerend Zuid-Amerikaans kampioen Chili en werd gelijkgespeeld tegen de kampioen van Azië, Australië.
| Interlands van Ambroise Oyongo voor Kameroen | Interlands van Ambroise Oyongo voor Kameroen | Interlands van Ambroise Oyongo voor Kameroen | Interlands van Ambroise Oyongo voor Kameroen | Interlands van Ambroise Oyongo voor Kameroen | Interlands van Ambroise Oyongo voor Kameroen |
| №                                            | Datum                                        | Wedstrijd                                    | Uitslag                                      | Competitie                                   | Goals                                        |
| Als speler bij Coton Sport                   | Als speler bij Coton Sport                   | Als speler bij Coton Sport                   | Als speler bij Coton Sport                   | Als speler bij Coton Sport                   | Als speler bij Coton Sport                   |
| -------------------------------------------- | -------------------------------------------- | -------------------------------------------- | -------------------------------------------- | -------------------------------------------- | -------------------------------------------- |
| 1                                            | 16 november 2012                             | Indonesië – Kameroen                         | 0 – 0                                        | Vriendschappelijk                            |                                              |
| 2                                            | 28 juli 2013                                 | Kameroen – Gabon                             | 1 – 0                                        | ACON 2014                                    |                                              |
| Als speler bij New York Red Bulls            |                                              |                                              |                                              |                                              |                                              |
| 3                                            | 6 september 2014                             | Congo-Kinshasa – Kameroen                    | 0 – 2                                        | AK 2015 kwalificatie                         |                                              |
| 4                                            | 10 september 2014                            | Kameroen – Ivoorkust                         | 4 – 1                                        | AK 2015 kwalificatie                         |                                              |
| 5                                            | 15 oktober 2014                              | Kameroen – Sierra Leone                      | 2 – 0                                        | AK 2015 kwalificatie                         |                                              |
| 6                                            | 15 november 2014                             | Kameroen – Congo-Kinshasa                    | 1 – 0                                        | AK 2015 kwalificatie                         |                                              |
| 7                                            | 19 november 2014                             | Ivoorkust – Kameroen                         | 0 – 0                                        | AK 2015 kwalificatie                         |                                              |
| Als speler bij Montreal Impact               |                                              |                                              |                                              |                                              |                                              |
| 8                                            | 7 januari 2015                               | Kameroen – Congo-Kinshasa                    | 1 – 1                                        | Vriendschappelijk                            |                                              |
| 9                                            | 20 januari 2015                              | Mali – Kameroen                              | 1 – 1                                        | AK 2015                                      | 83'                                          |
| 10                                           | 24 januari 2015                              | Guinee – Kameroen                            | 1 – 1                                        | AK 2015                                      |                                              |
| 11                                           | 25 maart 2015                                | Indonesië – Kameroen                         | 0 – 1                                        | Vriendschappelijk                            |                                              |
| 12                                           | 30 maart 2015                                | Thailand – Kameroen                          | 2 – 3                                        | Vriendschappelijk                            |                                              |
| 13                                           | 14 juni 2015                                 | Kameroen – Mauritanië                        | 1 – 0                                        | Afrika Cup 2017 kwalificatie                 |                                              |
| 14                                           | 6 september 2015                             | Gambia – Kameroen                            | 0 – 1                                        | AK 2017 kwalificatie                         |                                              |
| 15                                           | 13 november 2015                             | Niger – Kameroen                             | 0 – 3                                        | WK 2018 kwalificatie                         |                                              |
| 16                                           | 17 november 2015                             | Kameroen – Niger                             | 0 – 0                                        | WK 2018 kwalificatie                         |                                              |
| 17                                           | 30 mei 2016                                  | Frankrijk – Kameroen                         | 3 – 2                                        | Vriendschappelijk                            |                                              |
| 18                                           | 3 juni 2016                                  | Mauritanië – Kameroen                        | 0 – 1                                        | AK 2017 kwalificatie                         |                                              |
| 19                                           | 3 september 2016                             | Kameroen – Gambia                            | 2 – 0                                        | AK 2017 kwalificatie                         |                                              |
| 20                                           | 6 september 2016                             | Kameroen – Gabon                             | 2 – 1                                        | Vriendschappelijk                            |                                              |
| 21                                           | 9 oktober 2016                               | Algerije – Kameroen                          | 1 – 1                                        | WK 2018 kwalificatie                         |                                              |
| 22                                           | 12 november 2016                             | Zambia – Kameroen                            | 1 – 1                                        | WK 2018 kwalificatie                         |                                              |
| 23                                           | 5 januari 2017                               | Kameroen – Congo-Kinshasa                    | 2 – 0                                        | Vriendschappelijk                            | 54'                                          |
| 24                                           | 10 januari 2017                              | Kameroen – Zimbabwe                          | 1 – 1                                        | Vriendschappelijk                            |                                              |
| 25                                           | 14 januari 2017                              | Kameroen – Burkina Faso                      | 1 – 1                                        | AK 2017                                      |                                              |
| 26                                           | 18 januari 2017                              | Kameroen – Guinee-Bissau                     | 2 – 1                                        | AK 2017                                      |                                              |
| 27                                           | 22 januari 2017                              | Gabon – Kameroen                             | 0 – 0                                        | AK 2017                                      |                                              |
| 28                                           | 28 januari 2017                              | Senegal – Kameroen                           | 0 – 0                                        | AK 2017                                      |                                              |
| 29                                           | 2 februari 2017                              | Kameroen – Ghana                             | 2 – 0                                        | AK 2017                                      |                                              |
| 30                                           | 5 februari 2017                              | Egypte – Kameroen                            | 1 – 2                                        | AK 2017                                      |                                              |
| 31                                           | 24 maart 2017                                | Tunesië – Kameroen                           | 0 – 1                                        | Vriendschappelijk                            |                                              |
| 32                                           | 10 juni 2017                                 | Kameroen – Marokko                           | 1 – 0                                        | AK 2019 kwalificatie                         |                                              |
| Als speler bij Montpellier                   |                                              |                                              |                                              |                                              |                                              |
| 33                                           | 27 mei 2018                                  | Kameroen – Burkina Faso                      | 0 – 1                                        | Vriendschappelijk                            |                                              |
| 34                                           | 8 september 2018                             | Comoren – Kameroen                           | 1 – 1                                        | AK 2019 kwalificatie                         |                                              |
| 35                                           | 12 oktober 2018                              | Kameroen – Malawi                            | 1 – 0                                        | AK 2019 kwalificatie                         |                                              |
| 36                                           | 16 oktober 2018                              | Malawi – Kameroen                            | 0 – 0                                        | AK 2019 kwalificatie                         |                                              |
| 37                                           | 23 maart 2019                                | Kameroen – Comoren                           | 3 – 0                                        | AK 2019 kwalificatie                         |                                              |
| 38                                           | 9 juni 2019                                  | Kameroen – Zambia                            | 2 – 1                                        | Vriendschappelijk                            |                                              |
| 39                                           | 14 juni 2019                                 | Kameroen – Mali                              | 1 – 1                                        | Vriendschappelijk                            |                                              |
| 40                                           | 25 juni 2019                                 | Kameroen – Guinee-Bissau                     | 2 – 0                                        | AK 2019                                      |                                              |
| 41                                           | 29 juni 2019                                 | Kameroen – Ghana                             | 0 – 0                                        | AK 2019                                      |                                              |
| 42                                           | 2 juli 2019                                  | Benin – Kameroen                             | 0 – 0                                        | AK 2019                                      |                                              |
| 43                                           | 6 juli 2019                                  | Nigeria – Kameroen                           | 3 – 2                                        | AK 2019                                      |                                              |
| 44                                           | 12 oktober 2019                              | Tunesië – Kameroen                           | 0 – 0                                        | Vriendschappelijk                            |                                              |
| 45                                           | 13 november 2019                             | Kameroen – Kaapverdië                        | 0 – 0                                        | AK 2021 kwalificatie                         |                                              |
| 46                                           | 17 november 2019                             | Rwanda – Kameroen                            | 0 – 1                                        | AK 2021 kwalificatie                         |                                              |
| 47                                           | 9 oktober 2020                               | Japan – Kameroen                             | 0 – 0                                        | Vriendschappelijk                            |                                              |
| 48                                           | 12 november 2020                             | Kameroen – Mozambique                        | 4 – 1                                        | AK 2021 kwalificatie                         |                                              |
| 49                                           | 13 januari 2022                              | Kameroen – Ethiopië                          | 4 – 1                                        | AK 2021                                      |                                              |
| 50                                           | 6 februari 2022                              | Kameroen – Burkina Faso                      | 3 – 3 (5 – 3 n.s.)                           | AK 2021                                      |                                              |
| 51                                           | 29 maart 2022                                | Algerije – Kameroen                          | 1 – 2 n.v.                                   | WK 2022 kwalificatie                         |                                              |

Bijgewerkt op 30 juni 2025.

## Erelijst
| Competitie              |             |               |             |             |
| Competitie              | Aantal      | Jaren         |             |             |
| Coton Sport             | Coton Sport | Coton Sport   | Coton Sport | Coton Sport |
| ----------------------- | ----------- | ------------- | ----------- | ----------- |
| Première Division       | 2           | 2010/11, 2013 |             |             |
| Kameroen                |             |               |             |             |
| Afrikaans kampioenschap | 1           | 2017          |             |             |